# 有松天満社
有松天満社（ありまつてんましゃ）は、愛知県名古屋市緑区鳴海町米塚10にある神社。旧社格は村社。鎮座地は旧鳴海町であるが、旧有松町の氏神である。

## 祭神
- 菅原道真

## 歴史
創建は定かでないが、尾張知多郡有松町の祇園寺の境内に鎮座していた。
- 寛政元年（1789年） - 現在地に詩歌文章が埋め置かれる[1]。
- 文政7年（1824年） - 現在地に神廟を建立。これより有松町の産土神となる[1]。
- 1879年（明治12年）7月9日 - 村社に列格[1]。
- 1907年（明治40年）10月26日 - 供進指定社となる[1]。

## 年間行事
10月第1日曜日の有松天満社秋季大祭では3輌の山車（西町神功皇后車・中町唐子車・東町布袋車）が曳行される。『尾張年中行事絵抄』には「有松天神祭」として描かれている。3輌の山車は名古屋市指定有形民俗文化財に指定されている。

### 祭礼

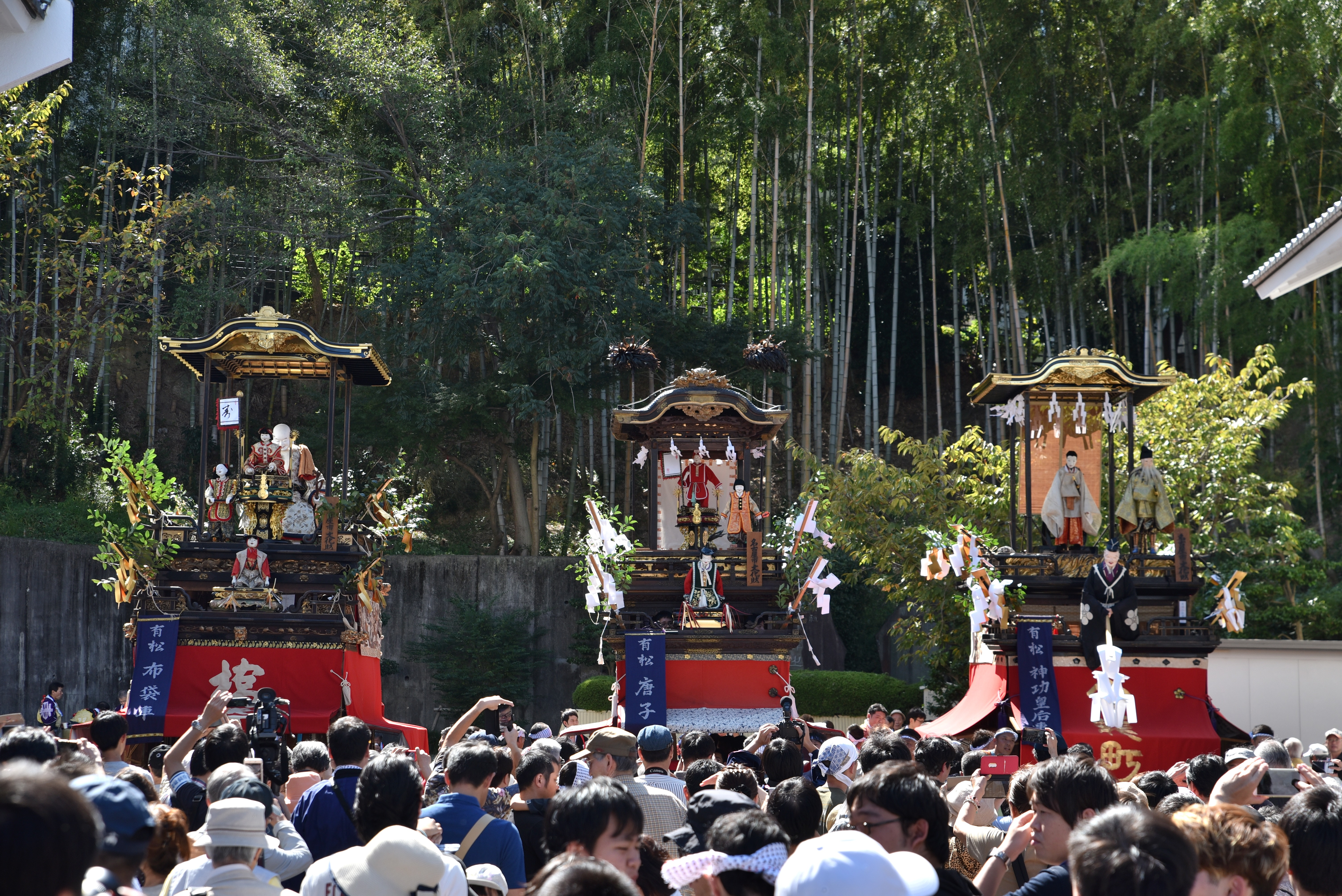
・有松天満社秋季大祭

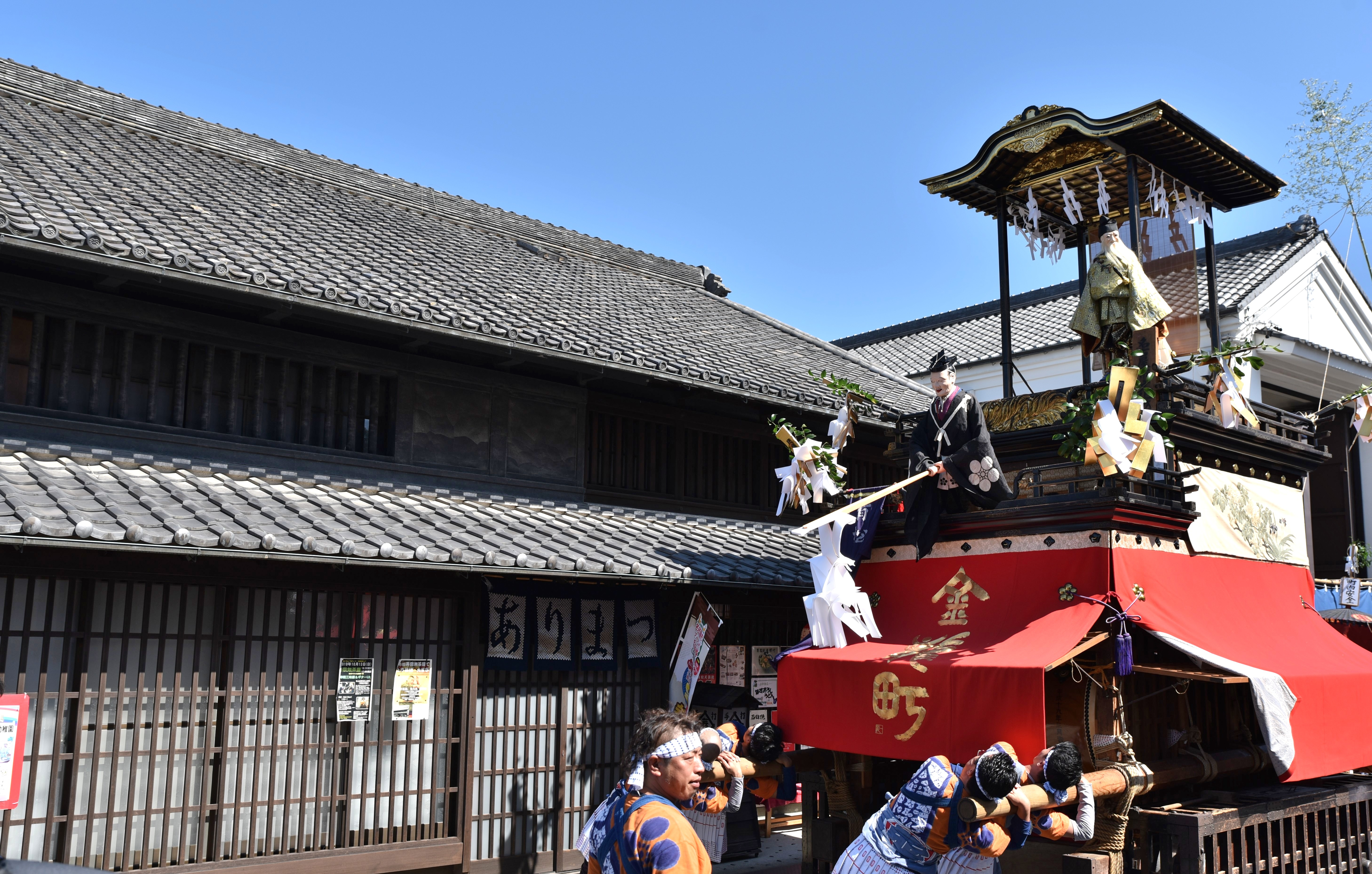
有松天満社秋季大祭

- 1月1日 - 元旦祭・進学祈願祭
- 3月第3日曜日 - 春季大祭・祈年祭
- 10月第1日曜日 - 秋季大祭

※ 出典は公式サイト

### 神事
- 1月14日 - 左義長
- 1月25日 - 初天神祭
- 2月5日 - 初午前夜祭（稲荷）
- 3月9日 - 金比羅春祭前夜献燈
- 3月第3日曜日の前日 - 天満社春季大祭前夜祭
- 7月15日 - 津島祭 迎え
- 8月23日 - 津島祭 中祭り
- 9月30日 - 津島祭 送り
- 10月第1日曜日の前日 - 天満社秋季大祭前夜祭
- 11月9日 - 金比羅秋祭
- 11月25日 - 新嘗祭
- 12月16日 - 秋葉大社祭

※ 出典は公式サイト

## 文化財

### 名古屋市指定文化財（無形民俗文化財）
- 有松祭りの山車行事と布袋車 - 1973年2月1日に名古屋市指定有形民俗文化財に指定。2014年3月31日に名古屋市指定無形民俗文化財に切り替え。
- 有松祭りの山車行事と唐子車 - 同上。
- 有松祭りの山車行事と神功皇后車 - 同上。

## 現地情報

### 所在地
- 愛知県名古屋市緑区鳴海町米塚10

### 交通アクセス
- 名鉄名古屋本線 有松駅から徒歩で約10分。

### 周辺
- 有松・鳴海絞会館
- 有松山車会館